# Dichaetomyia bistriata
Dichaetomyia bistriata är en tvåvingeart som beskrevs av Malloch 1928. Dichaetomyia bistriata ingår i släktet Dichaetomyia och familjen husflugor. Inga underarter finns listade i Catalogue of Life.